# Acedera
Acedera est une commune d’Espagne, dans la province de Badajoz, communauté autonome d'Estrémadure.

## Localités
- Los Guadalperales